# Kaštel Gomilica (urbanistička cjelina)
Urbanistička cjelina mjesta Kaštel Gomilice predstavlja zaštićeno kulturno dobro.

## Opis dobra
Naselje Kaštel Gomilica osnovano je inicijativom koludrica reda sv. Benedikta samostana sv. Arnira u Splitu. Godine 1545. sagradile su utvrdu kvadratnog tlocrta u moru na položaju Gomilica, južno od srednjovjekovnog sela Kozice u kojem su imale posjed. Sastojala se od obrambenog zida s kruništem i kule na sredini sjevernog zida, nad ulazom u utvrdu. Kad je unutar Kaštilca ponestalo prostora započeta je gradnja kuća na obali, na prostoru utvrđenom bedemom s trojim vratima. Glavna vrata sela bila su na sjeveru i zvala su se Fortin.

## Zaštita
Pod oznakom Z-3248 zavedena je pod vrstom "kulturno-povijesna cjelina", pravna statusa zaštićena kulturnog dobra, klasificirano kao "urbana cjelina".